# Andy García
Andrés Arturo Garcia (Havana, 12 april 1956) is een Cubaans-Amerikaans acteur. Hij werd in 1991 genomineerd voor onder meer een Academy Award en een Golden Globe voor zijn bijrol in The Godfather: Part III.
García was vijf jaar toen Cubaanse ballingen gesteund door de CIA op 17 april 1961 Cuba binnenvielen (Invasie in de Varkensbaai). De mislukte inval was bedoeld om het regime van Fidel Castro omver te werpen. De familie García verhuisde daarna naar Miami, Florida. Daar probeerden ze op allerlei manieren werk te vinden om zo te overleven. Uiteindelijk startten ze een succesvolle parfumerie. García ging naar de Miami Beach Senior High School, waar hij lid was van het basketbalteam. Wegens een ziekte koos hij ervoor om te gaan acteren.
García begon met acteren aan de Florida International University maar ging al snel naar Hollywood. Hij speelde kleine rollen en uiteindelijk ging hij in een warenhuis werken omdat hij geen filmjob vond. Toen kreeg hij echter een enorme kans: hij mocht meespelen in de eerste aflevering van de serie Hill Street Blues.
Brian De Palma vond hem goed spelen in de misdaadfilm 8 Million Ways to Die uit 1986 en dus bood hij García een rol aan in het misdaaddrama The Untouchables uit 1987. Deze rol maakte van García een bekende Hollywood-acteur.
In 1989 was Francis Ford Coppola op zoek naar iemand die de rol van Vincent Mancini kon spelen in het derde deel van zijn maffia-epos The Godfather: Part III. Veel acteurs zoals Val Kilmer, Charlie Sheen en Alec Baldwin wilden deze rol absoluut hebben.
Later speelde García in verschillende films mee en ook in enkele televisieseries. In 2001 speelde hij mee in de komische kraakfilm Ocean's Eleven, de remake van de gelijknamige film uit 1960. In 2004 en 2007 speelde hij diezelfde rol in de vervolgen Ocean's Twelve en Ocean's Thirteen.
In 1982 trouwde hij met Maria Victoria Lorido. Samen hebben ze vier kinderen.

## Filmselectie
- Blue Skies Again (1984) - Ken
- The Mean Season (1985) - Ray Martínez
- 8 Million Ways to Die (1986) - Angel Moldonado
- The Untouchables (1987) - Agent George Stone/Giuseppe Petri
- American Roulette (1988) - Carlos Quintas
- Stand and Deliver (1988) - Dr. Ramírez
- Black Rain (1989) - Det. Charlie Vincent
- The Godfather Part III (1990) - Vincent Mancini
- A Show of Force (1990) - Luis Ángel Mora
- Internal Affairs (1990) - Raymond Avilla
- Dead Again (1991) - Gray Baker
- Accidental Hero (1992) - John Bubber
- Jennifer Eight (1992) - Sgt. John Berlin
- When a Man Loves a Woman (1994) - Michael Green
- Things to do in Denver When you're Dead (1995) - Jimmy "The Saint" Tosnia
- Steal Big Steal Little (1995) - Ruben Partida Martinez/Robert Martin/Narrator
- Night Falls on Manhattan (1997) - Sean Casey
- The Disappearance of Garcia Lorca (1997) - Federico García Lorca
- Hoodlum (1997) - Charlie "Lucky" Luciano
- Desperate Measures (1998) - Frank Conner
- Just the Ticket (1999) - Gary Starke
- Lakeboat (2000) - Guigliani
- For Love or Country, the Arturo Sandoval Story (2000) (Arturo Sandoval)
- Ocean's Eleven (2001) - Terry Benedict
- The Unsaid (2001) - Michael Hunter
- The Man from Elysian Fields (2002) - Byron Tiller
- Confidence (2003) - Special Agent Gunther Butan
- Modigliani (2004) - Amedeo Modigliani
- The Lazarus Child (2004) - Jack Heywood
- Twisted (2004) - Mike Delmarco
- Ocean's Twelve (2004) - Terry Benedict
- The Lost City (2005) - Fico Fellove
- Ocean's Thirteen (2007) - Terry Benedict
- Smokin' Aces (2007) - Stanley Locke
- The Air I Breathe (2007) - Fingers
- Beverly Hills Chihuahua (2008) - Delgado (stem)
- La linea (2008) - Javier Salazar
- City Island (2009) - Vince Rizzo
- The Pink Panther Deux (2009) -  Inspector Vicenzo Brancaleone
- The National Parks: America's Best Idea (2009) - Various historical figures (stem)
- New York, I Love You (2009) - Garry
- The Last Full Measure (2010) - Fred Navarro
- 5 Days of August (2011) - Micheil Saakasjvili
- Let's Be Cops (2014) - Brolin
- Kurtlar Vadisi Pusu (2014) - Amon
- Geostorm (2017) - President Andrew Palma
- Mamma Mia! Here We Go Again (2018) - Fernando
- The Mule (2018) - Laton
- Book Club (2018) - Mitchell
- Wrath of Man (2021) - King

- Bibsys: 98071629
- Biblioteca Nacional de España: XX827979
- Bibliothèque nationale de France: cb139543886 (data)
- Catàleg d'autoritats de noms i títols de Catalunya: 981058530549506706
- CiNii: DA13521323
- Gemeinsame Normdatei: 122327306
- International Standard Name Identifier: 0000 0001 1033 3157
- Library of Congress Control Number: no98086120
- MusicBrainz: 28bf3659-738f-424e-a557-76e4e6f6161b
- Nationale Bibliotheek van Tsjechië: js20060721011
- Nationale Bibliotheek van Israël: 987007428756405171
- Nationale Bibliotheek van Polen: a0000001257116
- Nederlandse Thesaurus van Auteursnamen: 113043058
- SNAC: w698940f
- Système universitaire de documentation: 059313374
- Trove: 1100104
- Virtual International Authority File: 117662734
- WorldCat: E39PBJyCDpHBxPGTvVy9QgXw4q